# Boulay-Moselle
Pour les articles homonymes, voir Boulay et Moselle.
Boulay-Moselle, localement appelée Boulay, est une commune française située dans le département de la Moselle en région Grand Est.
Historiquement et culturellement située en Lorraine, dans le pays de Nied, la commune est un bureau centralisateur cantonal, ainsi qu’une ancienne sous-préfecture départementale de 1919 à 2014, désormais située à Forbach, formant la sous-préfecture Forbach/Boulay-Moselle.
D’autre part, le village d’Halling-lès-Boulay est une commune associée à Boulay-Moselle depuis 1973.

## Géographie
Située dans le bassin de vie de la Moselle-Est, en Lorraine, la commune est l'une des principales localités de la région naturelle du pays de Nied.

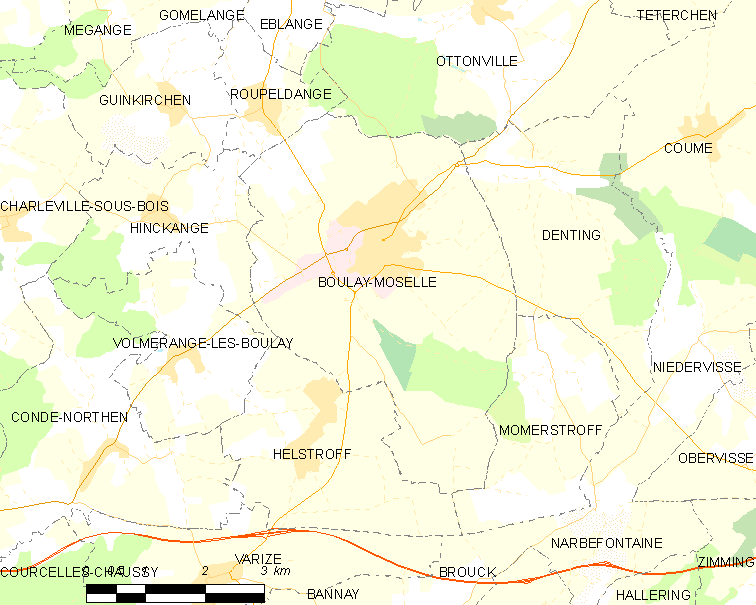
Carte de la commune.

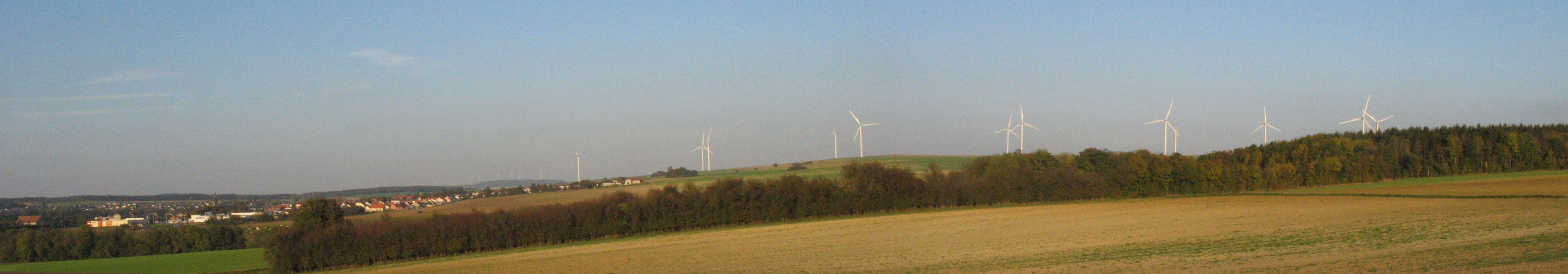
Parc éolien de Boulay, Boulay-Moselle.

### Voies de communication et transports
- Autoroute française A4 → Porte de Boulay (no 38) direction Strasbourg ou bien Paris, qui est devenu début 2019 le premier péage français sans barrière[1].

### Hydrographie
La commune est située dans le bassin versant du Rhin au sein du bassin Rhin-Meuse. Elle est drainée par l'Ellbach, le ruisseau de Macker et le ruisseau le Kaltbach.
L'Ellbach, d'une longueur totale de 14,3 km, prend sa source dans la commune de Obervisse et se jette  dans la Nied à Hinckange en limite avec Guinkirchen, après avoir traversé sept communes.

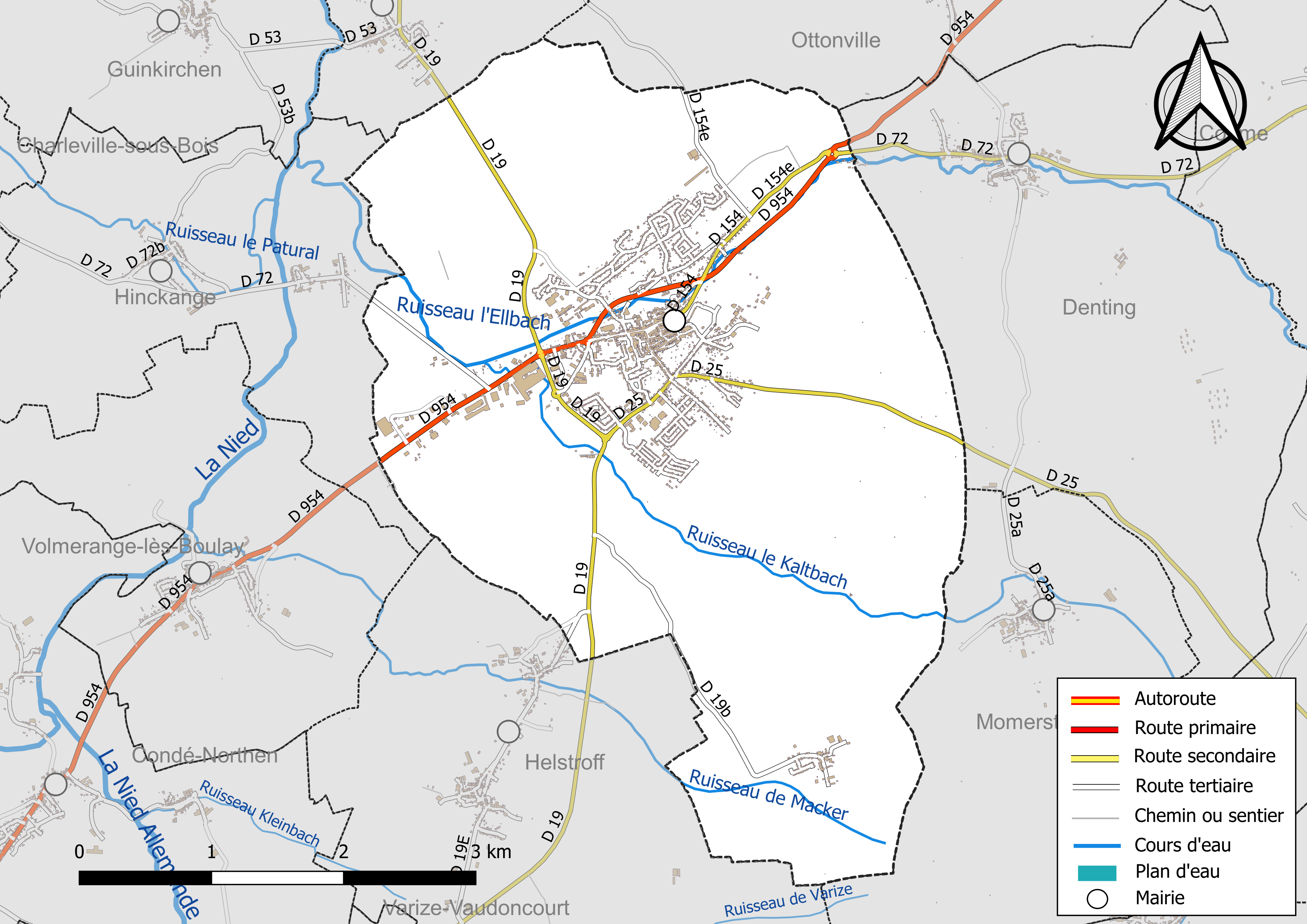
Réseaux hydrographique et routier de Boulay-Moselle.

La qualité des eaux des principaux cours d’eau de la commune, notamment du ruisseau l'Ellbach, peut être consultée sur un site dédié géré par les agences de l’eau et l’Agence française pour la biodiversité. Ainsi en 2020, dernière année d'évaluation disponible en 2022, l'état écologique du ruisseau l'Ellbach était jugé médiocre (orange).

### Climat
Pour des articles plus généraux, voir Climat du Grand Est et Climat de la Moselle.
En 2010, le climat de la commune est de type climat des marges montargnardes, selon une étude du Centre national de la recherche scientifique s'appuyant sur une série de données couvrant la période 1971-2000. En 2020, Météo-France publie une typologie des climats de la France métropolitaine dans laquelle la commune est exposée à un climat semi-continental et est dans la région climatique  Lorraine, plateau de Langres, Morvan, caractérisée par un hiver rude (1,5 °C), des vents modérés et des brouillards fréquents en automne et hiver. 
Pour la période 1971-2000, la température annuelle moyenne est de 9,7 °C, avec une amplitude thermique annuelle de 16,9 °C. Le cumul annuel moyen de précipitations est de 825 mm, avec 12,1 jours de précipitations en janvier et 9,3 jours en juillet. Pour la période 1991-2020, la température moyenne annuelle observée sur la station météorologique de Météo-France la plus proche, « Lesse_sapc », sur la commune de Lesse à 24 km à vol d'oiseau, est de 10,7 °C et le cumul annuel moyen de précipitations est de 694,0 mm. 
La température maximale relevée sur cette station est de 40 °C, atteinte le 25 juillet 2019 ; la température minimale est de −20,7 °C, atteinte le 20 décembre 2009,,. 
Les paramètres climatiques de la commune ont été estimés pour le milieu du siècle (2041-2070) selon différents scénarios d'émission de gaz à effet de serre à partir des nouvelles projections climatiques de référence DRIAS-2020. Ils sont consultables sur un site dédié publié par Météo-France en novembre 2022.

## Urbanisme

### Typologie
Au 1er janvier 2024, Boulay-Moselle est catégorisée bourg rural, selon la nouvelle grille communale de densité à sept niveaux définie par l'Insee en 2022.
Elle appartient à l'unité urbaine de Boulay-Moselle, une unité urbaine monocommunale constituant une ville isolée,. Par ailleurs la commune fait partie de l'aire d'attraction de Metz, dont elle est une commune de la couronne,. Cette aire, qui regroupe 245 communes, est catégorisée dans les aires de 200 000 à moins de 700 000 habitants,.

### Occupation des sols
L'occupation des sols de la commune, telle qu'elle ressort de la base de données européenne d’occupation biophysique des sols Corine Land Cover (CLC), est marquée par l'importance des territoires agricoles (75,5 % en 2018), en diminution par rapport à 1990 (77,9 %). La répartition détaillée en 2018 est la suivante : 
terres arables (68,8 %), forêts (9,3 %), zones urbanisées (8,8 %), prairies (6,7 %), zones industrielles ou commerciales et réseaux de communication (6,5 %). L'évolution de l’occupation des sols de la commune et de ses infrastructures peut être observée sur les différentes représentations cartographiques du territoire : la carte de Cassini (XVIIIe siècle), la carte d'état-major (1820-1866) et les cartes ou photos aériennes de l'IGN pour la période actuelle (1950 à aujourd'hui).

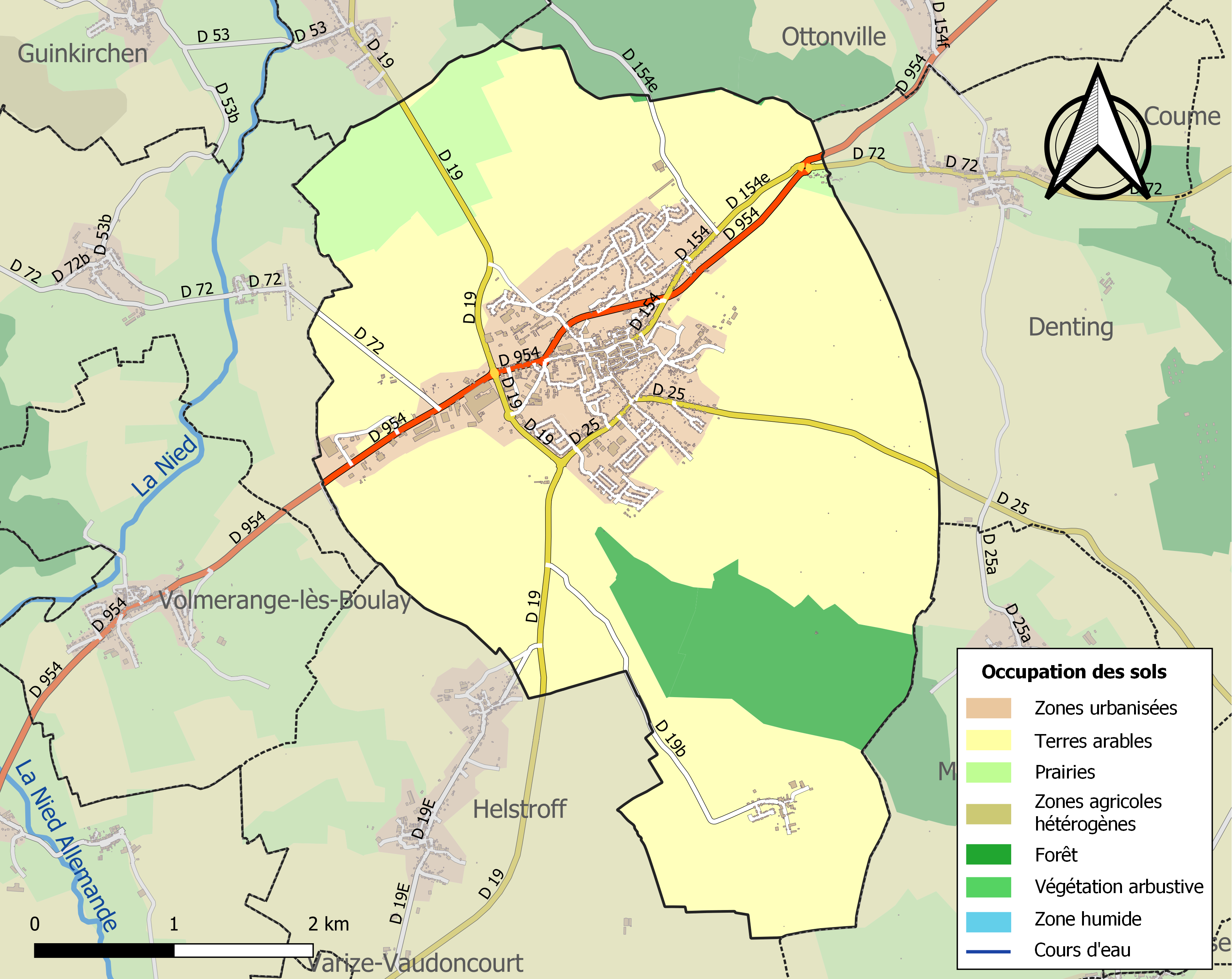
Carte des infrastructures et de l'occupation des sols de la commune en 2018 (CLC).

## Toponymie

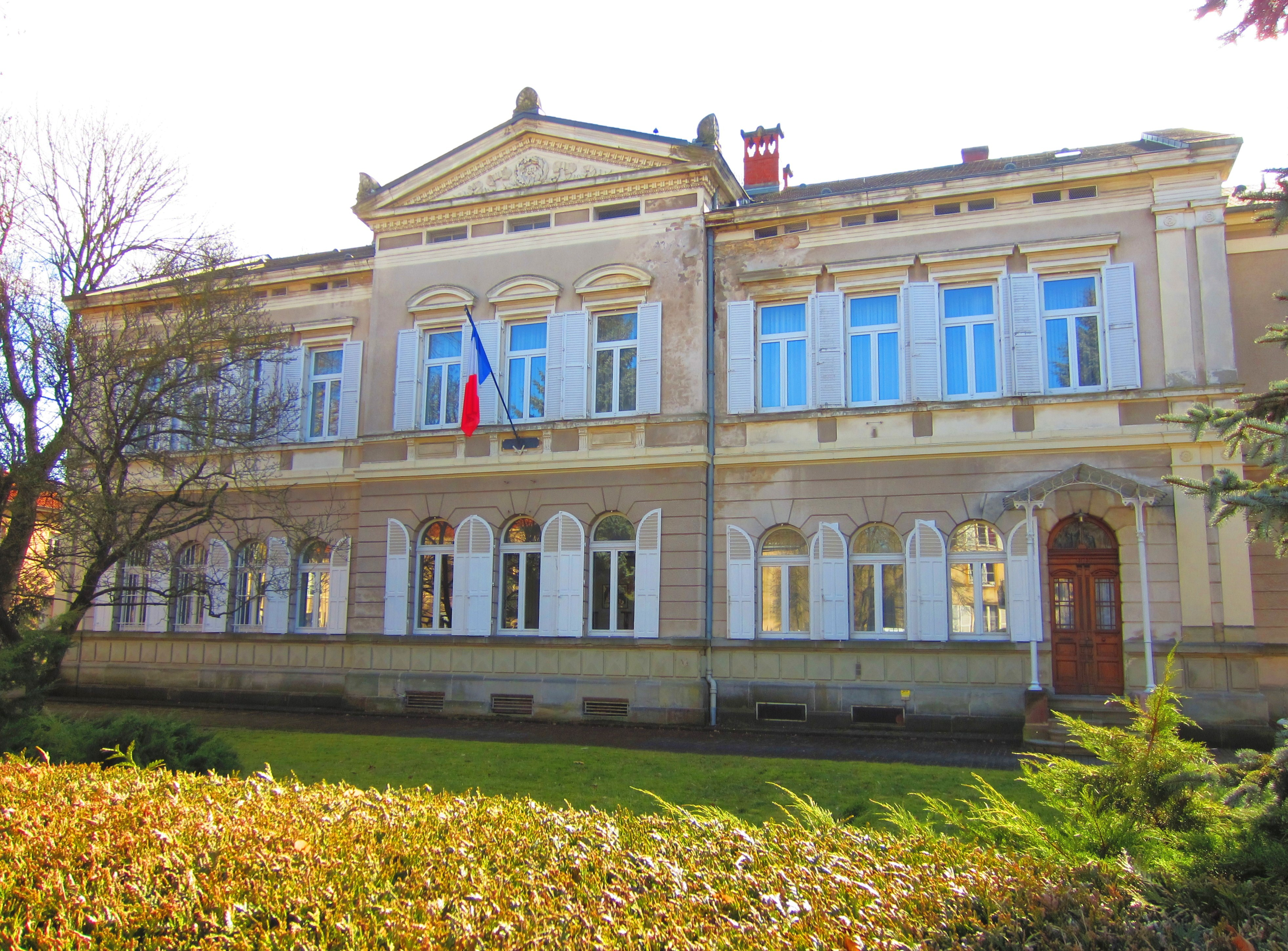
La sous-préfecture.

La ville est souvent désignée sous le simple nom de Boulay, sa dénomination originale (modifiée en Boulay-Moselle depuis 1924).
- Anciens noms[16],[17],[18] : Bollei (1184), Bolche (1187), Bollay (1252), Bollechen (1265), Bollet (1270), Bolke (1293), Boula (1301), Bolleya (1309), Bolchen (1375), Boulla (1429), Bolchen (1487), Bolichen (1575), Boullas (1635), Bollai (1636).
- En allemand : Bolchen[16]. En francique lorrain : Bolchin[19],[20].
- Surnoms : la « Rachborn » ou « Ratschborn » = la fontaine aux commérages[21], Bolcher Saaslecker (les lécheurs de sauce de Boulay).

## Histoire

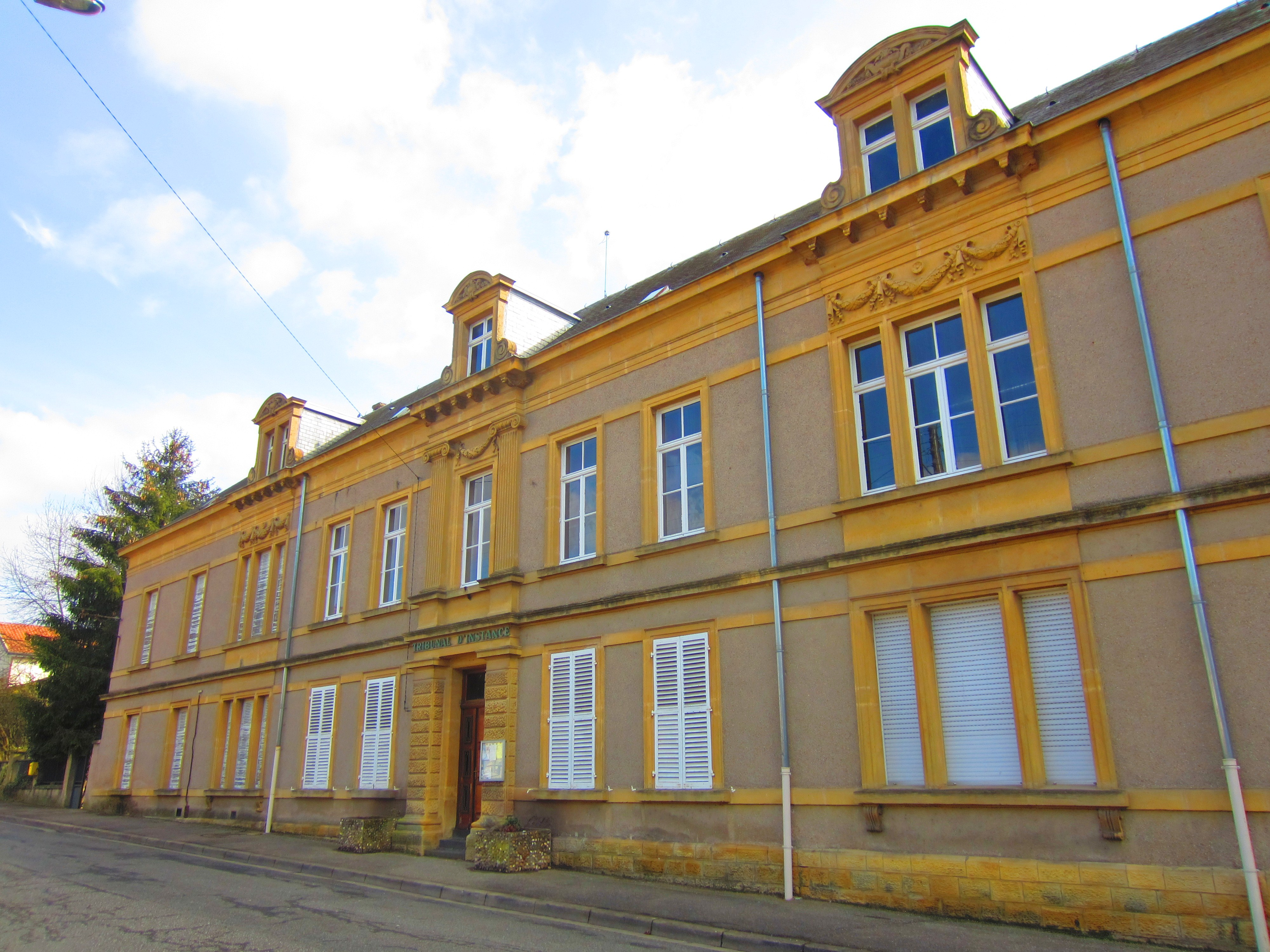
Le tribunal.

### Moyen Âge
Boulay, désigné Bollei en 1184, est une ancienne ville fortifiée, siège du comté de Boulay.

### Époque moderne
La seigneurie de Boulay relevait du duché de Lorraine. Le duché fut occupé par les troupes Françaises de 1634 à 1697 et subit les affres de la terrible guerre de Trente Ans qui ravageait le Saint-Empire Romain Germanique. Boulay fut attaquée par les troupes du prince de prince de Condé.
En 1669, Raphaël Lévy, juif originaire de Boulay, fut accusé abusivement du meurtre rituel d’un enfant catholique qu’il aurait enlevé pour célébrer le nouvel an juif. Il fut torturé puis conduit au bûcher après un procès mené à charge par le parlement de Metz : l’« affaire Raphaël-Lévy ».
Par édit du 30 juin 1751, Boulay devient le siège d’un nouveau bailliage qui exista jusqu’en 1790. Le ressort du bailliage de Boulay regroupait l’ancienne prévôté de Boulay et celles de Saint-Avold, de Longeville-lès-Saint-Avold et de Faulquemont. Boulay devint Française en 1766 (Annexion du duché de Lorraine par la France selon les termes du Traité de Vienne de 1738).

### Époque contemporaine
En 1850, il y avait sept brasseries à Boulay, dont trois qui appartenaient à des membres de la famille Mayer.
En 1854, Binès Lazard met au point la recette des Macarons de Boulay.
En 1866, environ deux cents habitants de la commune succombent au choléra.

#### Guerre de 1870, le combat de Boulay-Moselle
Durant la guerre franco-allemande de 1870, Le 9 août 1870, se déroula le combat de Boulay où fut engagé le 2e régiment de hussards.
Comme les autres communes de l’actuel département de la Moselle, la ville de Boulay est annexée à l’Empire allemand de 1871 à 1918.

#### Boulay-Moselle dans l'Empire allemand
En 1871, la commune de Boulay, ou « Bolchen », devient le chef-lieu d'un arrondissement du district de Lorraine au sein de l'Alsace-Lorraine. Pendant la Première Guerre mondiale, les conscrits boulageois, comme la plupart des Mosellans, se battent sous les couleurs de l’Empire allemand.

#### Retour à la France de Boulay-Moselle et nouvelle annexion à l'Allemagne en 1940
Boulay redevient française en 1918. Lors de la seconde annexion, la commune est rebaptisée « Bolchen », et redevient le siège de l'arrondissement de Boulay.

#### Seconde Guerre mondiale, libération de Boulay-Moselle
Une grande partie de la ville fut détruite par les Américains en novembre 1944, pendant la progression de la IIIe armée de Patton vers la Sarre. Ainsi, l’ancien hôtel de ville de Boulay, construit au XVIIIe siècle, place de la Vendée, fut détruit le 8 novembre 1944 par un bombardement anglo-américain. La ville fut finalement libérée le 27 novembre 1944.

#### Fin du XXe siècle et début du XXIe siècle
La petite commune de Halling-lès-Boulay a été rattachée à Boulay-Moselle en 1973, avec le statut de commune associée ; elle comptait 53 habitants en 1999.
Un coffret reliquaire de l’époque romane a été acquis en 2000, par le musée de Metz. Il provient de la collection de François Lesecq (1814-1905), maire de Boulay de 1852 à 1872. La provenance de cet objet est sans doute une confiscation par son grand-père Georges Lesecq (1737-1792) qui fut vérificateur de la douane à Sierck. Ce reliquaire est décrit en 1770 comme faisant partie du trésor de la cathédrale de Metz. Or, le 6 novembre 1790 un bibliothécaire de la cathédrale - Dom Jean Baptiste Maugérard - fut pris dans le ressort de la douane de Thionville exportant clandestinement plusieurs livres et ornements d’église.

## Politique et administration

### Liste des maires

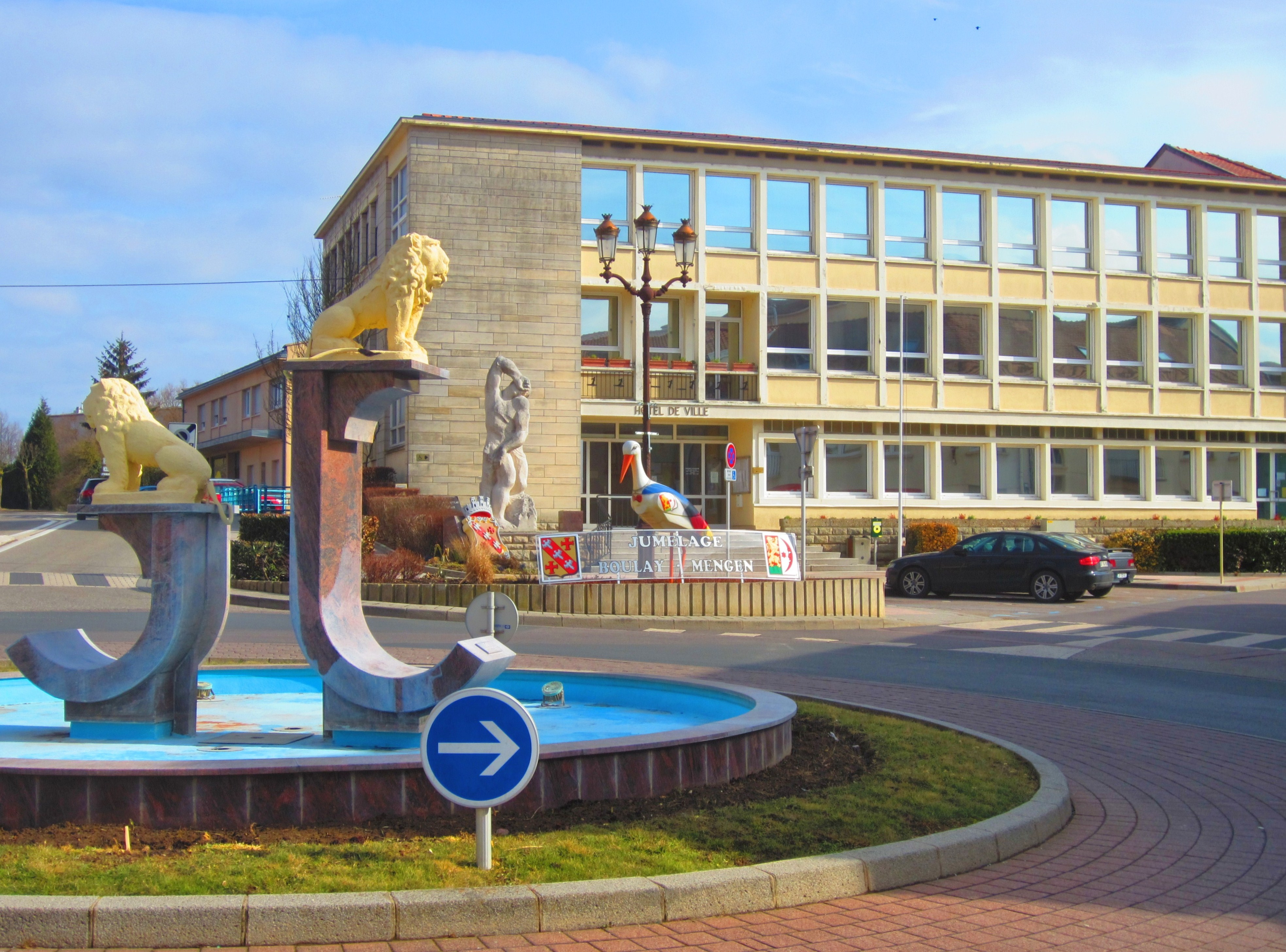
La mairie.

| Période                                  | Période                       | Identité                 | Étiquette    | Qualité |
| ---------------------------------------- | ----------------------------- | ------------------------ | ------------ | --- |
| 1852                                     | 1871                          | François Lesecq de Crépy |              | |
| 1871                                     |                               | Charles Werner           |              | Pharmacien |
| 1896                                     | 1908                          | Alexis Weber             |              | |
| 1914                                     |                               | Hippolyte Mayer          |              | Banquier |
|                                          |                               | Joseph Martin            | RPF puis RS  | Médecin Conseiller général du canton de Boulay-Moselle (1949 → 1955) |
| mars 1959                                | 1992                          | Julien Schvartz          | UNR puis RPR | Médecin Député de la 5e circonscription de la Moselle (1962 → 1981) Conseiller général du canton de Boulay-Moselle (1961 → 1992) Président du conseil général de la Moselle (1982 → 1992)                                                       |
| 1992                                     | mars 2008                     | Maurice Gracia           | RPR puis UMP | Directeur d’un centre de réinsertion |
| mars 2008                                | juillet 2021                  | André Boucher            | UMP puis LR  | Conseiller régional du Grand Est (2016-2021) Conseiller général du canton de Boulay-Moselle (1992 → 2015) Président de la CC du Pays boulageois (2008 → 2016) Président de la CC Houve - Pays Boulageois (2017-2021) Décédé en cours de mandat. |
| juillet 2021                             | En cours (au 27 février 2025) | Philippe Schutz          | LR           | Premier adjoint au Maire (2020 → 2021) |
| Les données manquantes sont à compléter. |                               |                          |              | |

### Jumelages
Boulay-Moselle est jumelée avec Mengen (Allemagne) et de nombreux échanges perdurent.
Au collège Victor-Demange, les élèves de classe européenne allemand ont pour correspondants des écoliers allemands de Mengen. Des voyages sont organisés tous les ans.
Les harmonies de Boulay et de Mengen se rencontrent elles aussi régulièrement au fil des voyages organisés par les municipalités pour le jumelage. C’est à chaque fois l’occasion de jouer ensemble, car la musique est universelle et permet de dépasser les barrières des langues. Ces moments de partage sont appréciés des musiciens, mais aussi du public des deux villes.

## Démographie
L'évolution du nombre d'habitants est connue à travers les recensements de la population effectués dans la commune depuis 1793. Pour les communes de moins de 10 000 habitants, une enquête de recensement portant sur toute la population est réalisée tous les cinq ans, les populations de référence des années intermédiaires étant quant à elles estimées par interpolation ou extrapolation. Pour la commune, le premier recensement exhaustif entrant dans le cadre du nouveau dispositif a été réalisé en 2007.

En 2022, la commune comptait 5 479 habitants, en évolution de −2,23 % par rapport à 2016 (Moselle : +0,52 %, France hors Mayotte : +2,11 %).
| 1793  | 1800  | 1806  | 1821  | 1836  | 1841  | 1861  | 1866  | 1871  |
| ----- | ----- | ----- | ----- | ----- | ----- | ----- | ----- | ----- |
| 2 785 | 2 069 | 2 272 | 2 571 | 2 684 | 2 670 | 2 968 | 2 870 | 2 499 |

| 1875  | 1880  | 1885  | 1890  | 1895  | 1900  | 1905  | 1910  | 1921  |
| ----- | ----- | ----- | ----- | ----- | ----- | ----- | ----- | ----- |
| 2 520 | 2 668 | 2 372 | 2 281 | 2 133 | 2 737 | 2 202 | 2 218 | 2 009 |

| 1926  | 1931  | 1936  | 1946  | 1954  | 1962  | 1968  | 1975  | 1982  |
| ----- | ----- | ----- | ----- | ----- | ----- | ----- | ----- | ----- |
| 2 150 | 2 364 | 2 611 | 2 216 | 2 627 | 2 985 | 3 314 | 3 830 | 4 336 |

| 1990  | 1999  | 2006  | 2007  | 2012  | 2017  | 2022  | - | - |
| ----- | ----- | ----- | ----- | ----- | ----- | ----- | - | - |
| 4 422 | 4 374 | 4 670 | 4 711 | 5 377 | 5 587 | 5 479 | - | - |

## Économie
La ville comporte de nombreuses grandes surfaces, mais son principal atout est de s’axer sur le centre de la ville.
Les trois centrales éoliennes de Boulay-Moselle sont en service depuis le 1er décembre 2007.

## Culture locale et patrimoine
Le patron de Boulay est saint Étienne (Stäffä en dialecte de Boulay).

### Lieux et monuments
- Parc de la Schanze, de type « parc urbain », en centre-ville.
- Vestiges gallo-romains.
- Traces d’anciennes fortifications : deux tours « les vieilles dames Dada ».
- Vestiges du château, XIIe siècle.
- Maisons XVIIe siècle et XVIIIe siècle ; beaux linteaux décorés.
- Passage voûté.
- Ancienne manufacture d’orgues.
- Ancien collège des récollets irlandais XVIIIe siècle.
- Bel hôtel de ville XVIIIe siècle, détruit en 1939/1945.
- « Fontaine aux lions ».
- Boulay possédait une très célèbre manufacture d’orgues : la manufacture des grandes orgues Dalstein-Haerpfer. L’église de la commune possède un orgue monumental[31].
- Salle Saint-Étienne.
- Cimetière israélite le premier de 1721 dans le jardin du presbytère et remplacé en 1725 par un deuxième rue des Grognards, le troisième de 1930 rue du Général-Newinger.
- Cimetière protestant rue du Général-Newinger.
- Nécropole soviétique, rue du Général-Newinger, composé de quatre ossuaires de la Deuxième Guerre mondiale provenant du Camp du Ban-Saint-Jean de Denting qui servait de camp de prisonniers de 1942 à 1944. À l’arrière se trouve un monument commémoratif dédié aux victimes ukrainiennes : « Ici reposent 3 600 Ukrainiens victimes de la guerre 1939-1945 - Les Ukrainiens de France ».

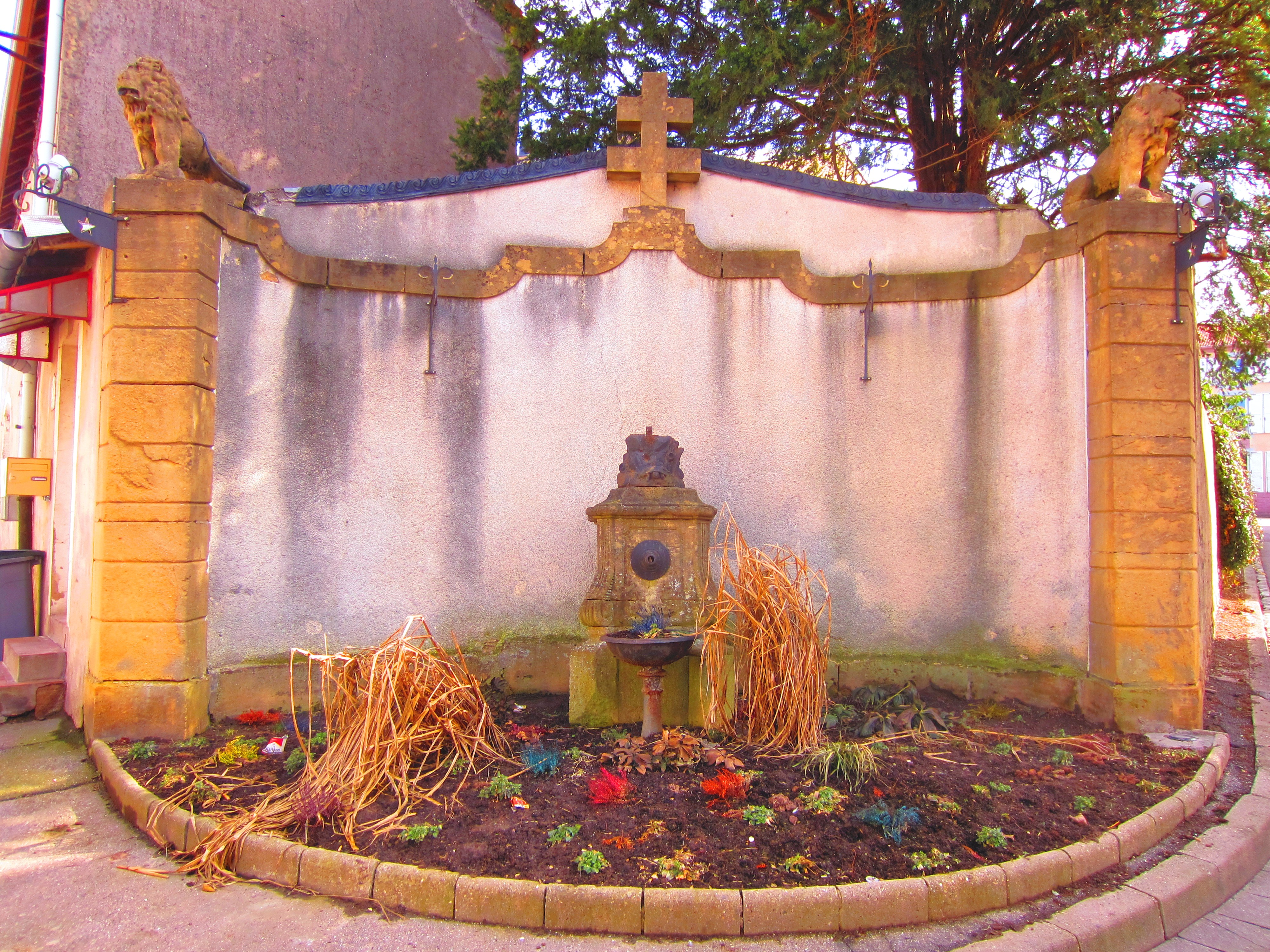
Fontaine aux Lions.
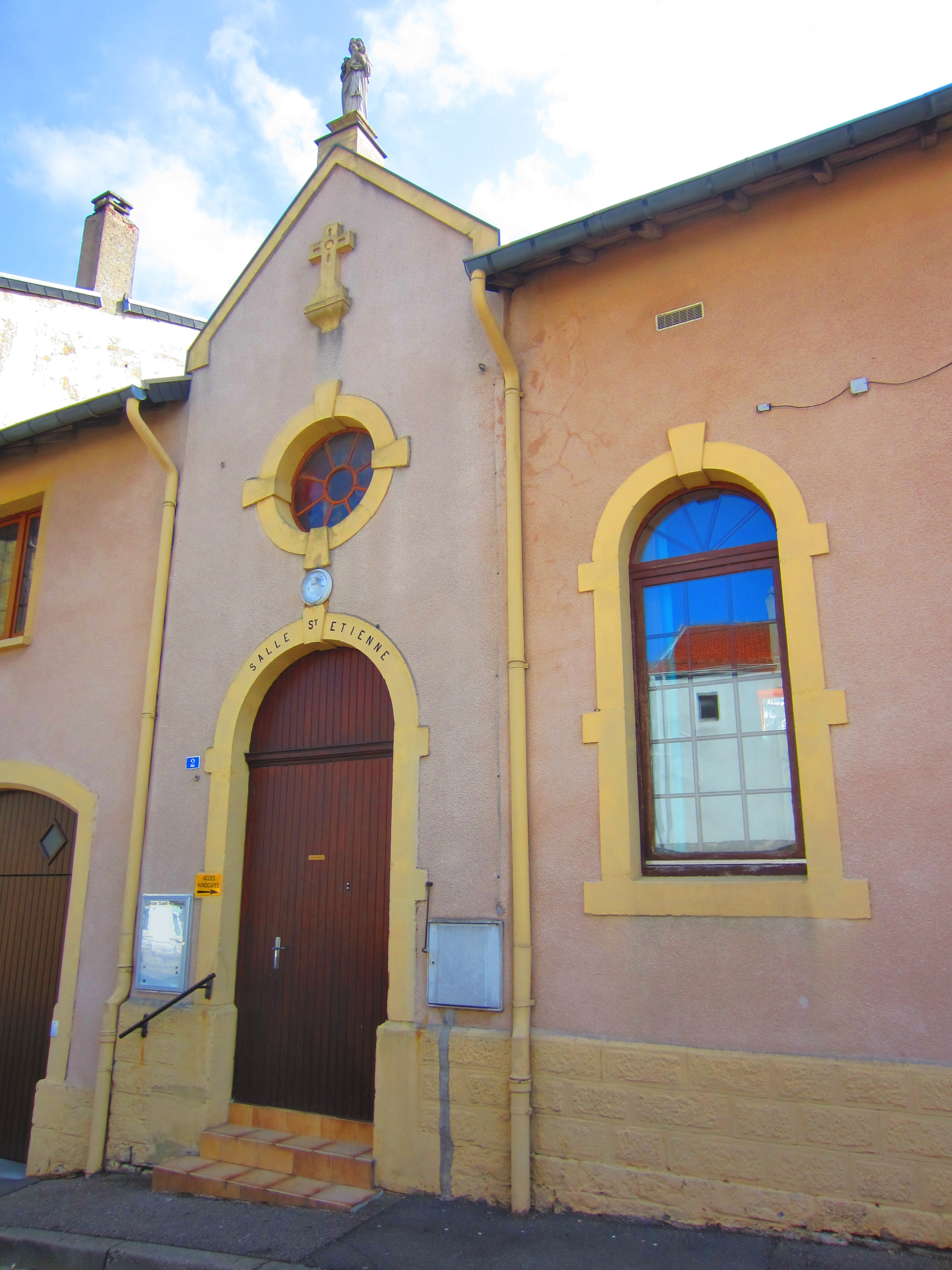
Salle Saint-Étienne.
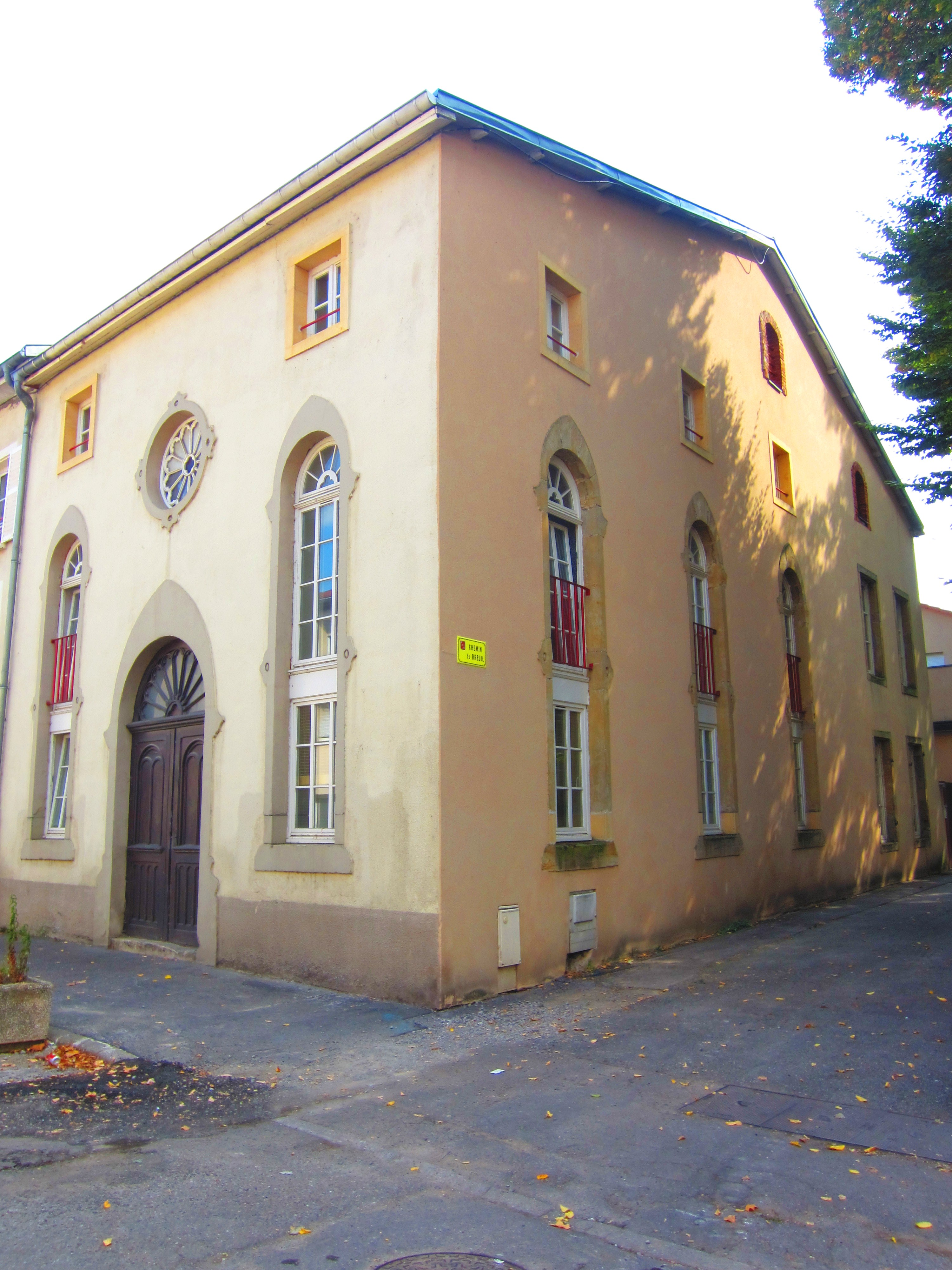
Ancienne manufacture d’orgue.
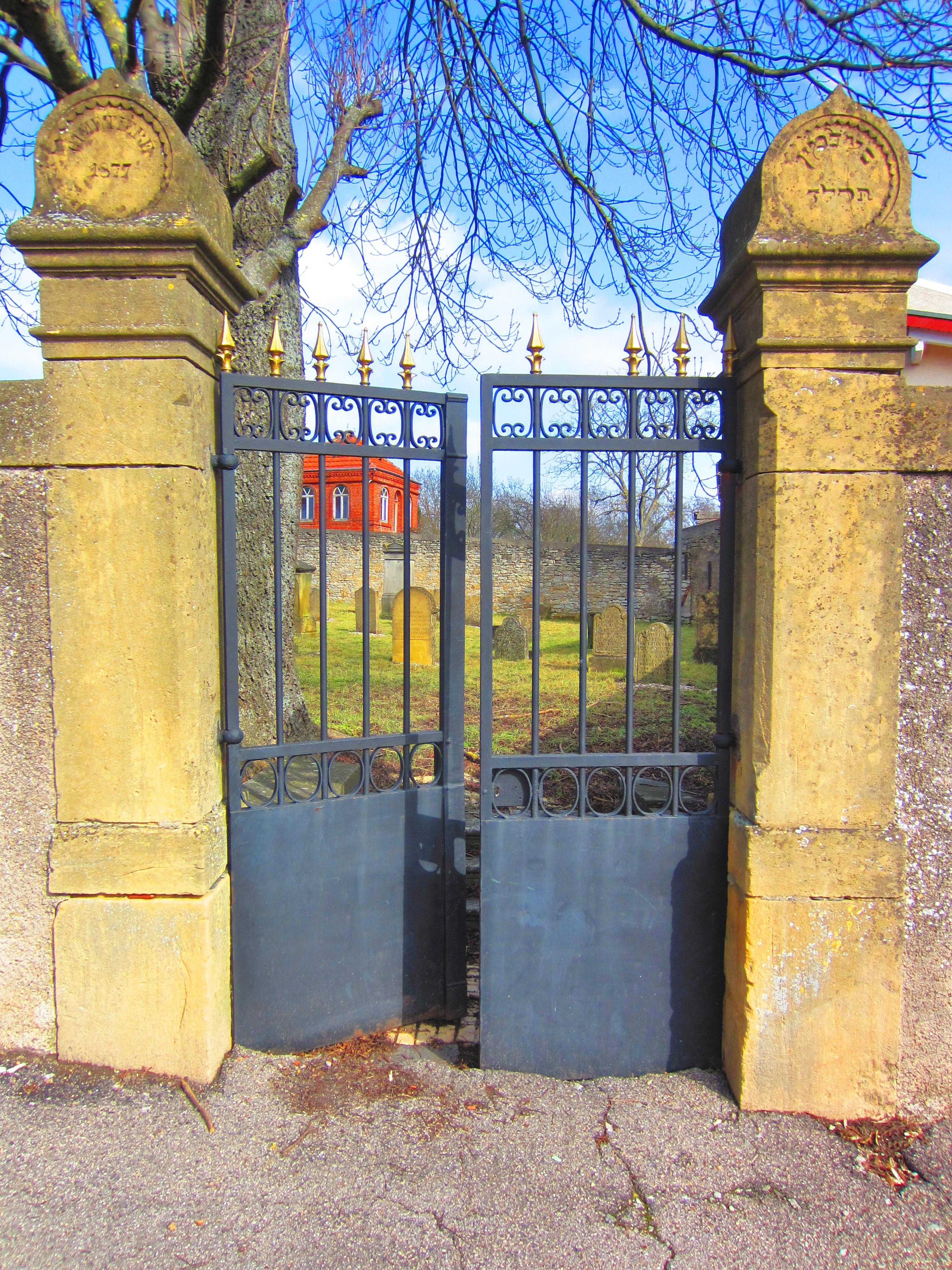
Cimetière israélite, 1725.
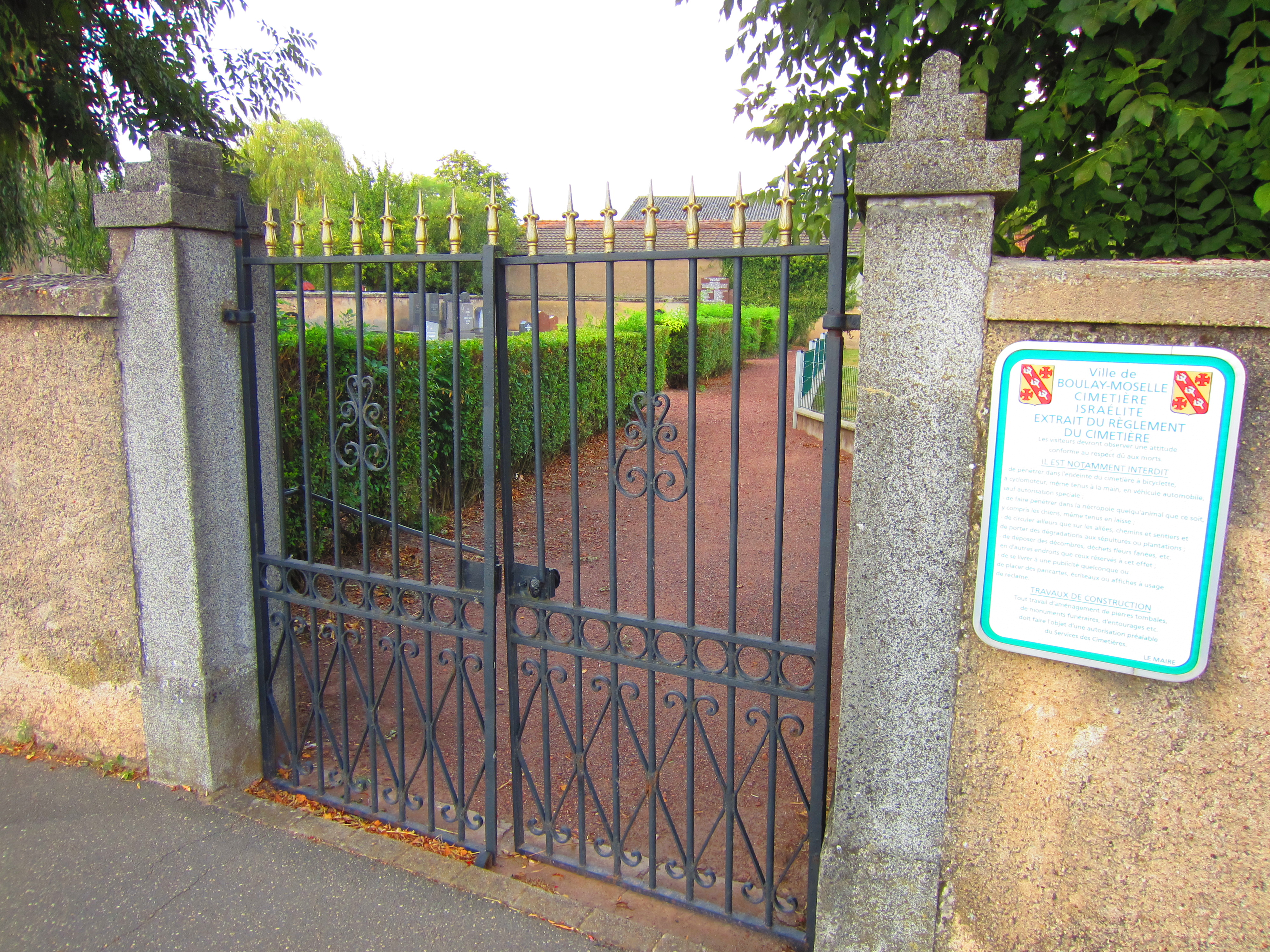
Cimetière israélite, 1930.
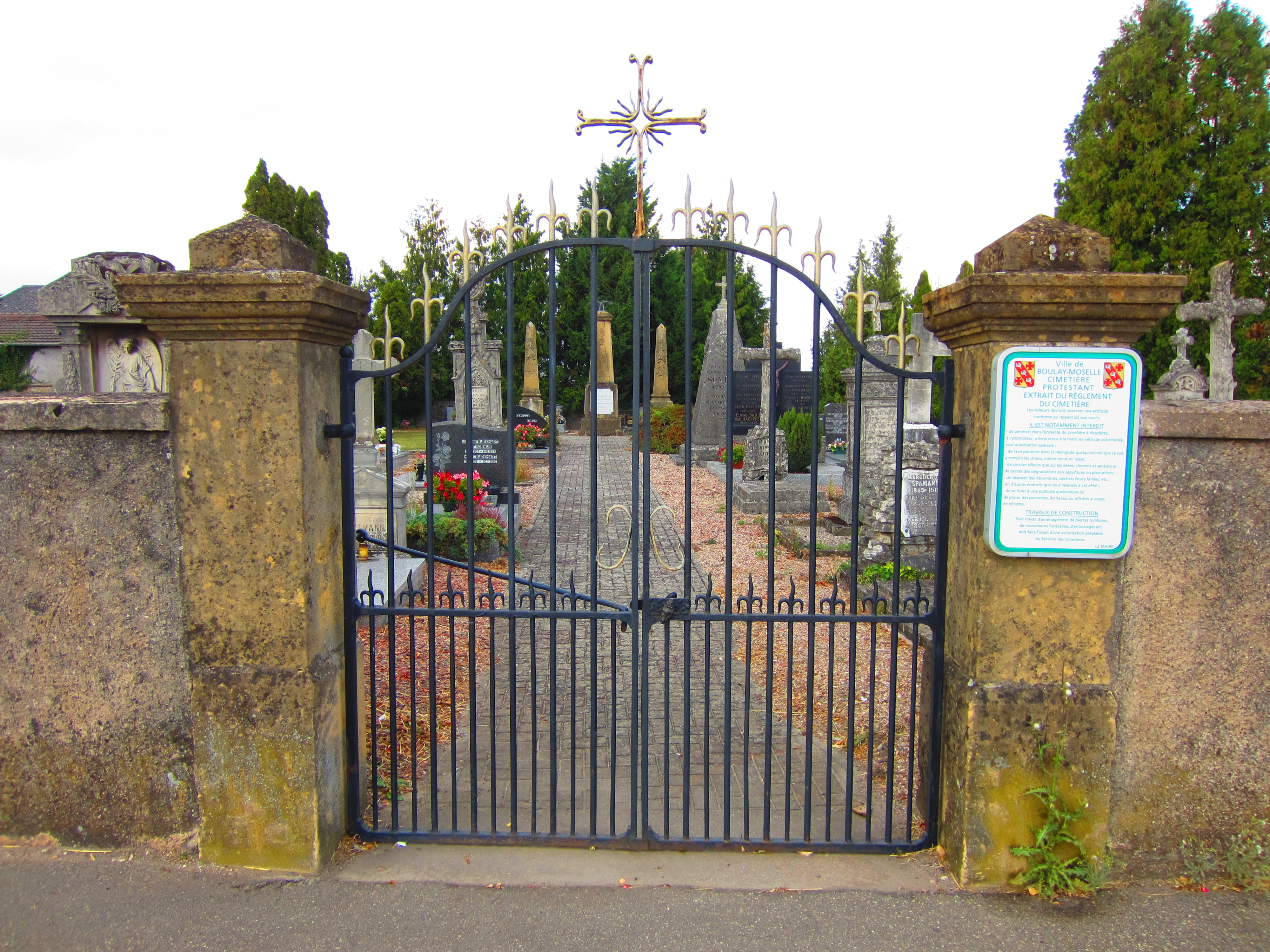
Cimetière protestant.
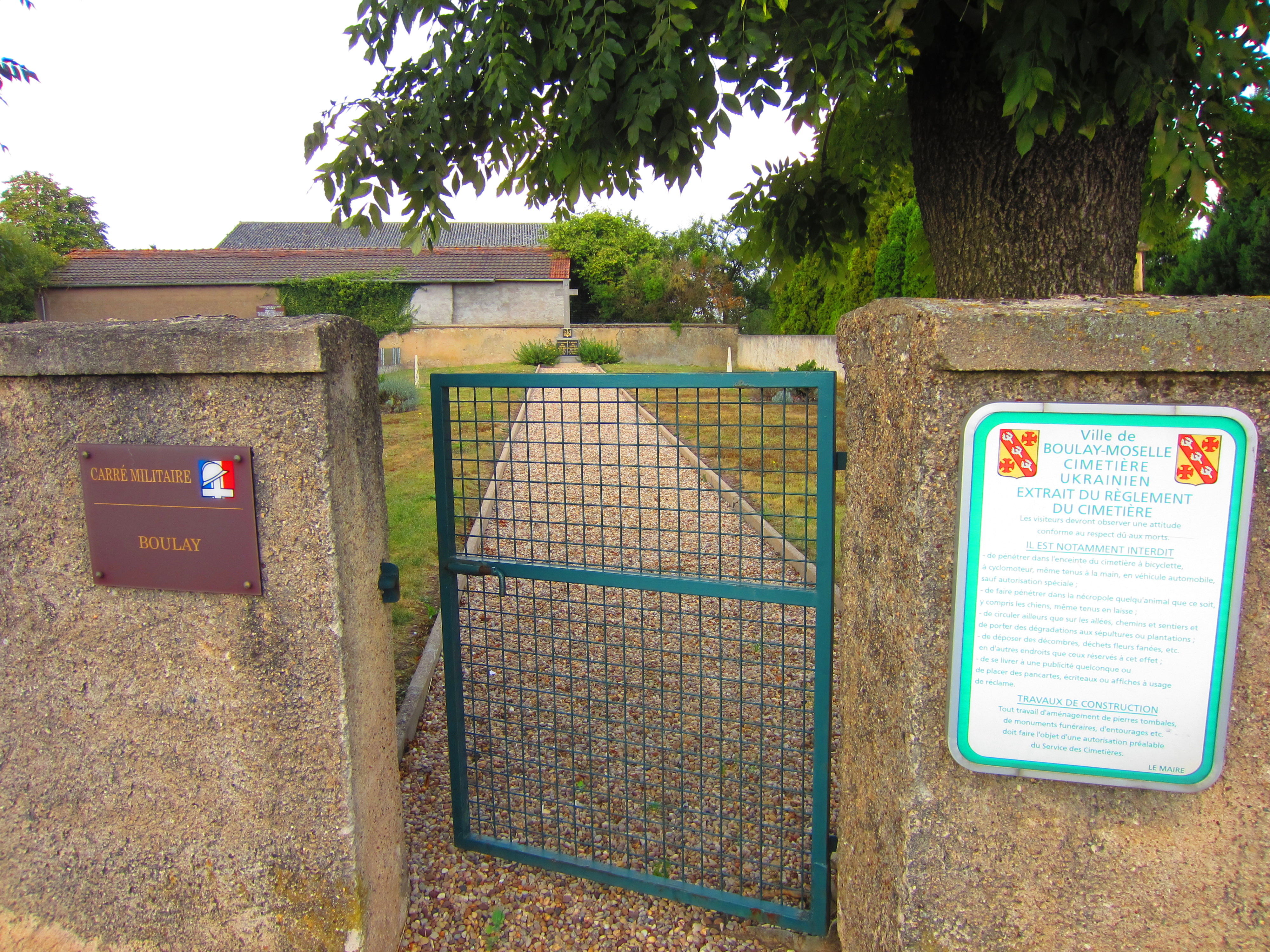
Nécropole soviétique.

### Édifices religieux
- Église Saint-Étienne 1782 : clocher à bulbe 1863 ; fonts 1518, lutrin en fer forgé XVIIIe siècle, crédence XVIIIe siècle ; buffet et partie instrumentale des grandes orgues 1725. En 1907, le pasteur Albert Schweitzer y donna un concert d’orgue, car il s’était lié d’amitié avec monsieur Haerpfer de la fabrique d’orgues Dalstein-Haerpfer[32].
- Chapelle Sainte-Croix, XVIe siècle.
- Chapelle Notre-Dame-de-la-Salette néo-gothique, 1868.
- Église de la Bienheureuse-Vierge-Marie à Halling-lès-Boulay.
- Nombreuses croix de chemin.
- Temple protestant réformé, rue de Saint-Avold construit entre 1883 et 1884.
- Synagogue, rue Brûlée construite en 1952 pour remplacer l’ancienne de style néo-roman de 1854.

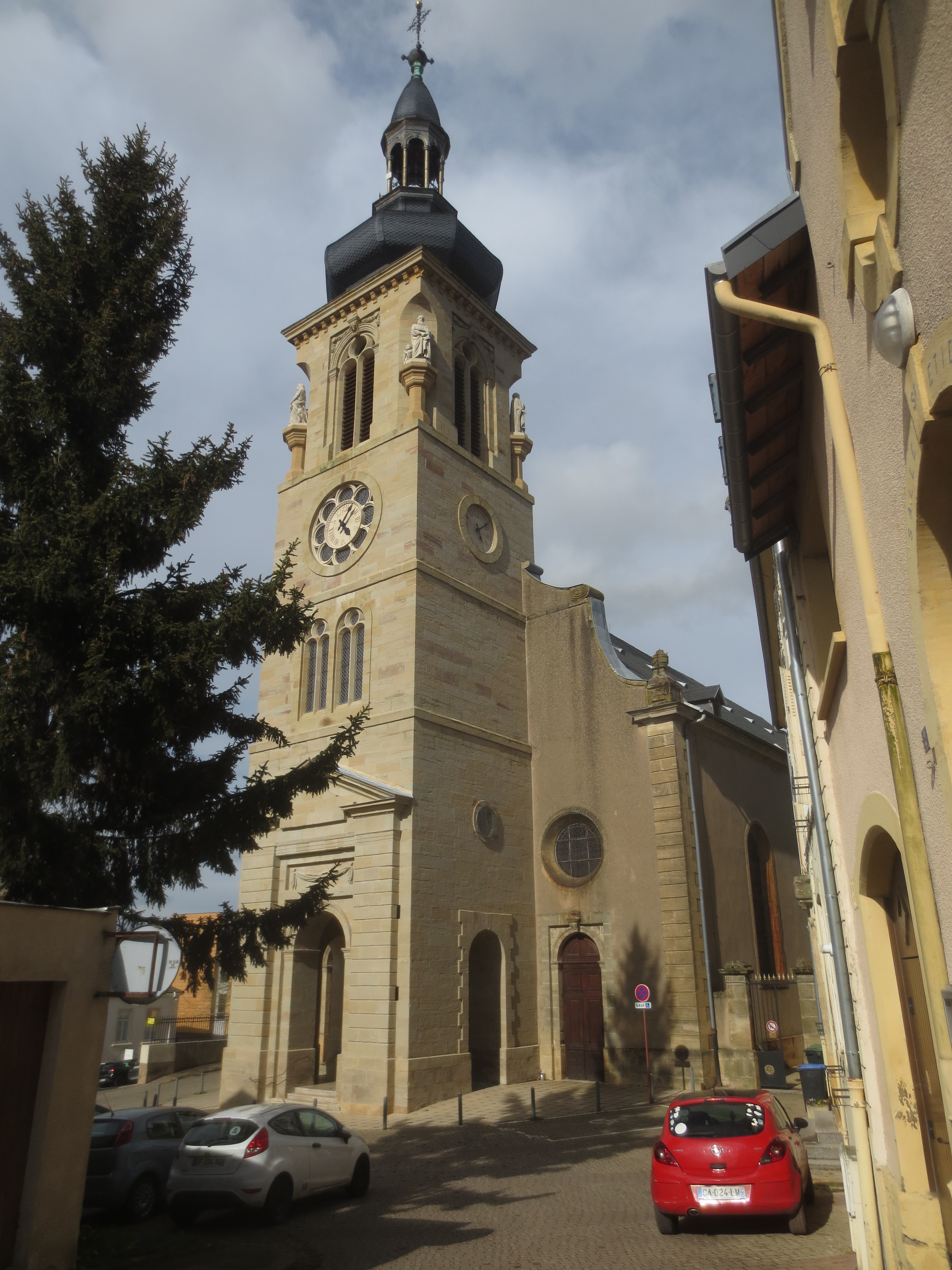
L’église Saint-Étienne.
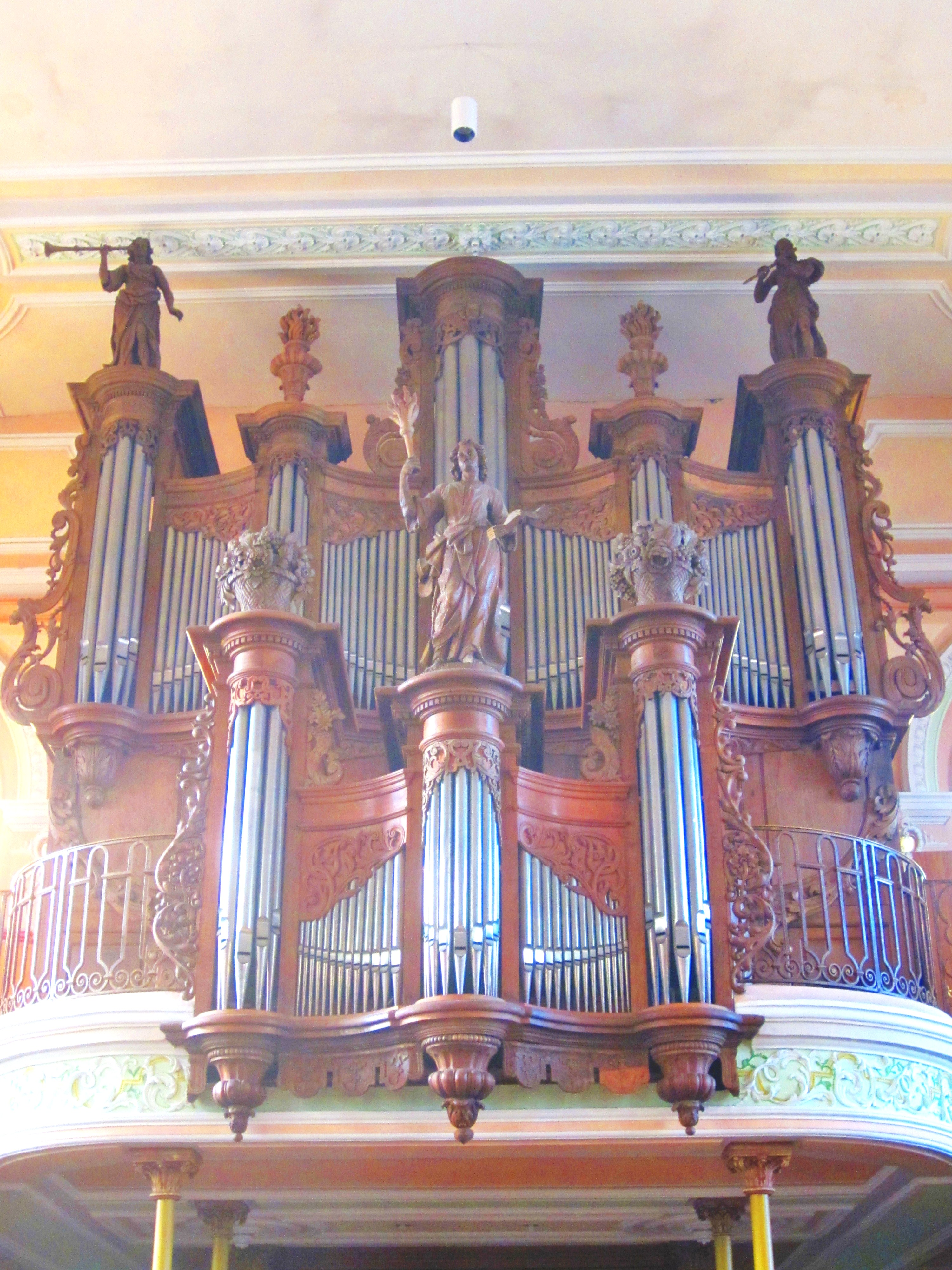
Orgue de l’église Saint-Étienne.
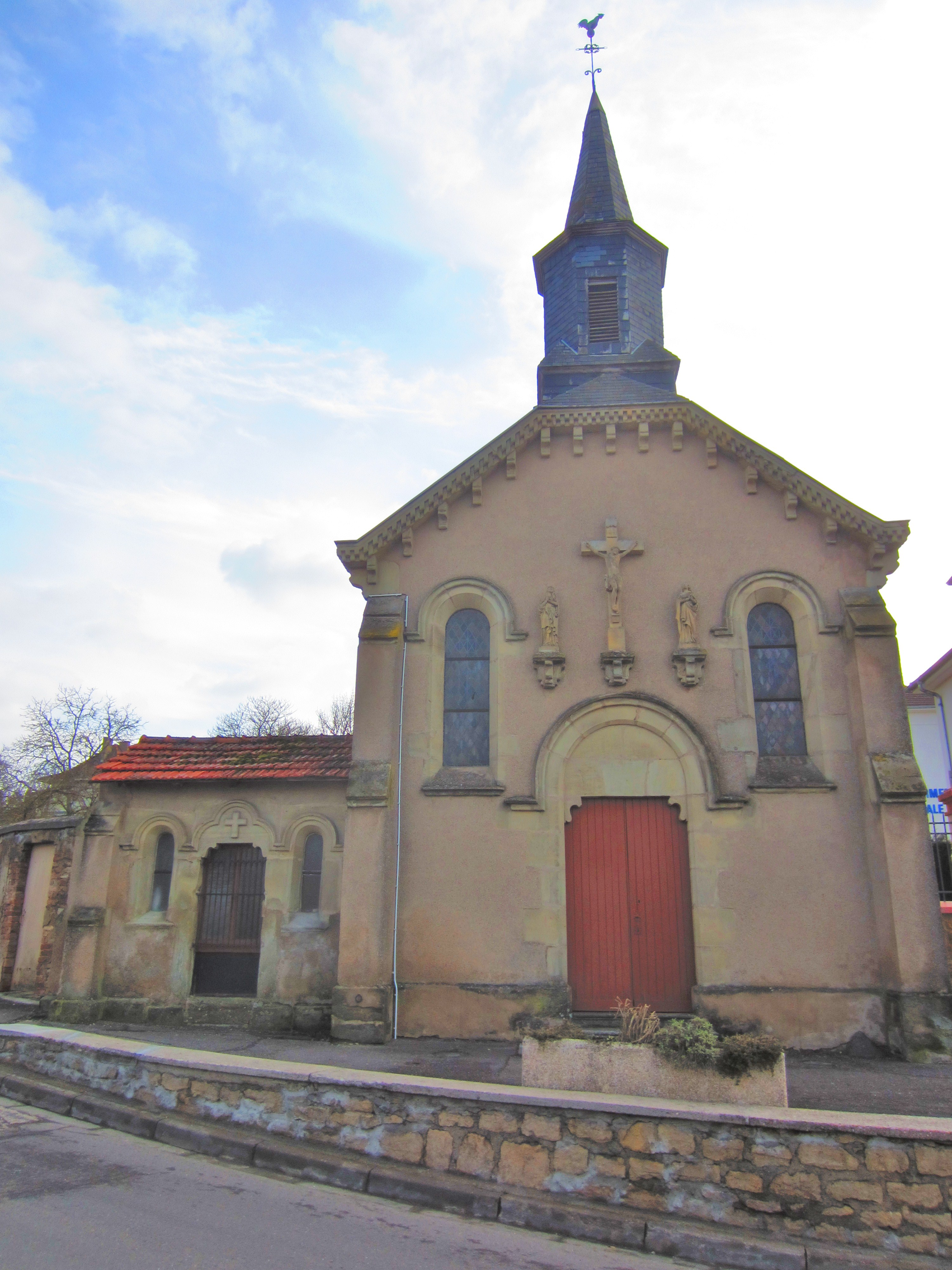
Chapelle Sainte-Croix.
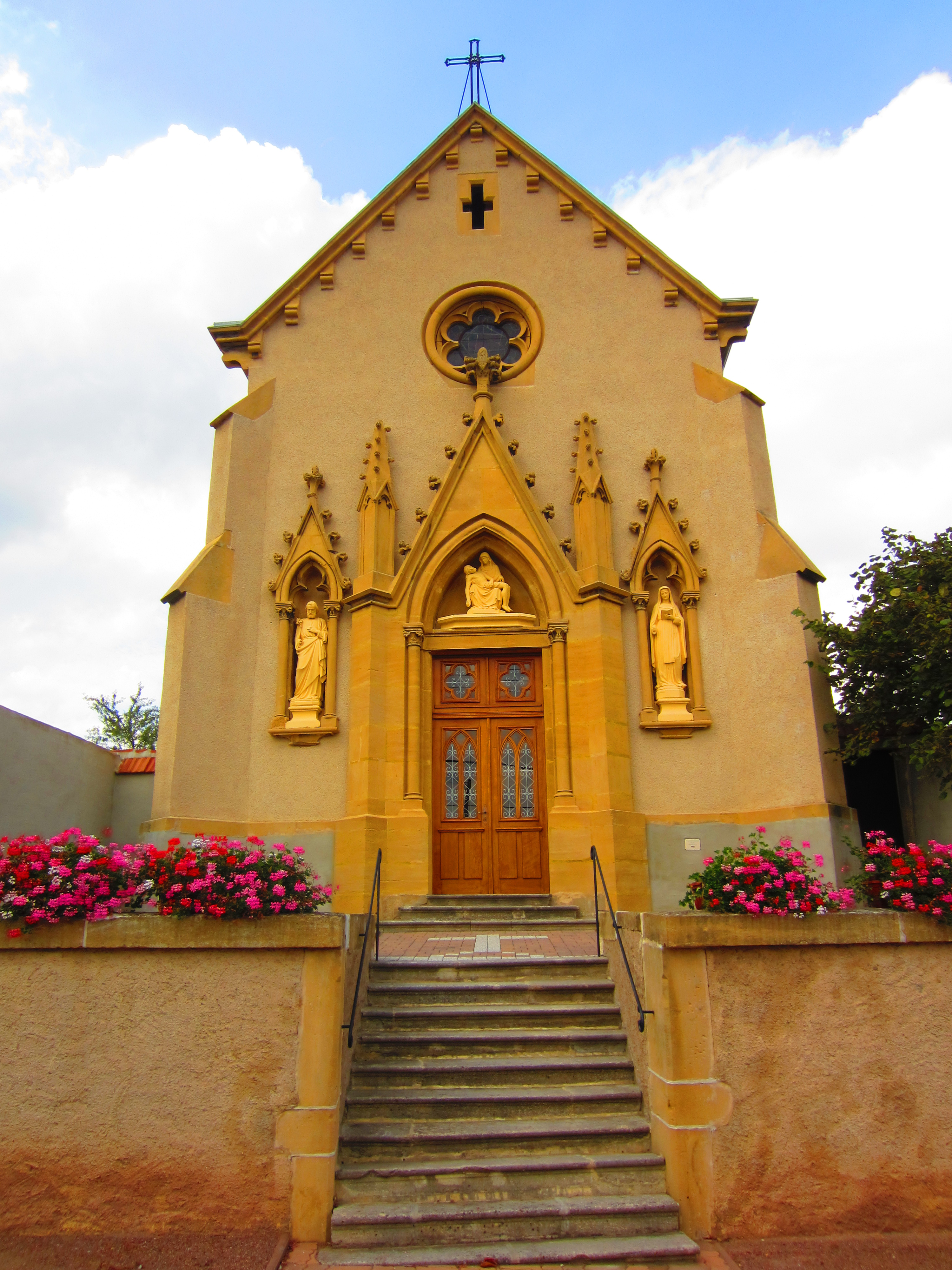
Chapelle Notre-Dame-de-la-Salette.
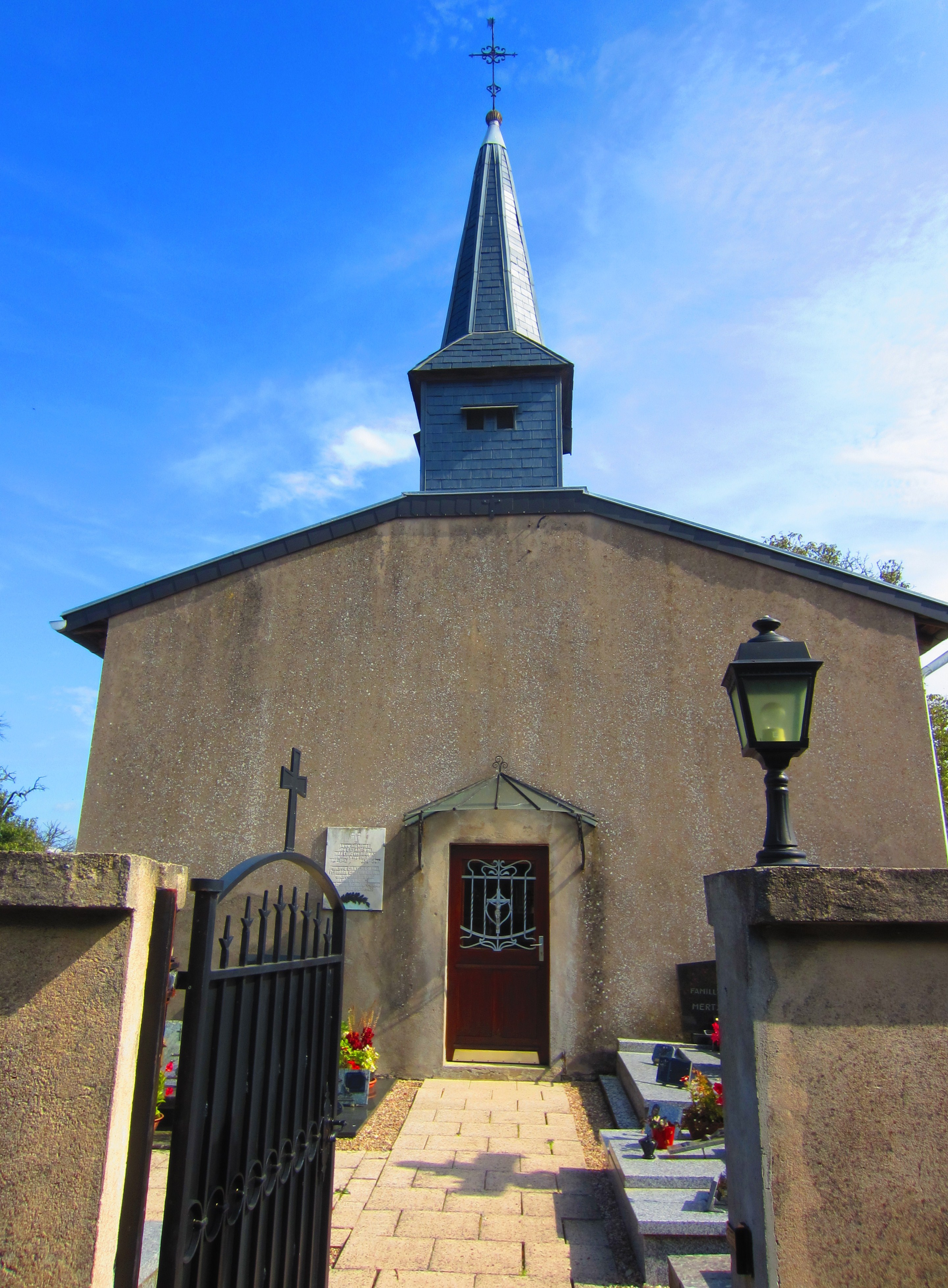
Église de la Bienheureuse-Vierge-Marie à Halling-lès-Boulay.
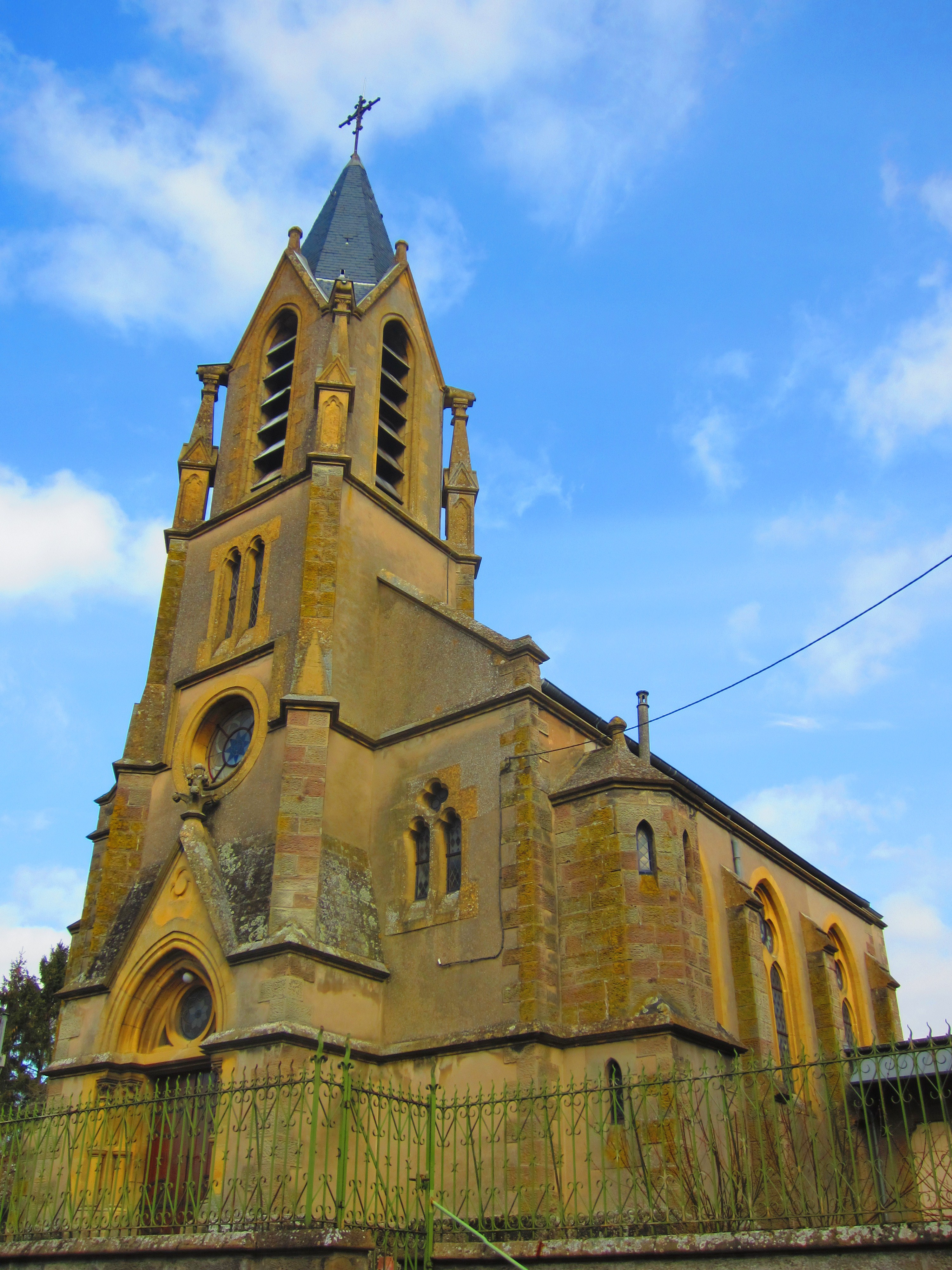
Le temple protestant réformé.
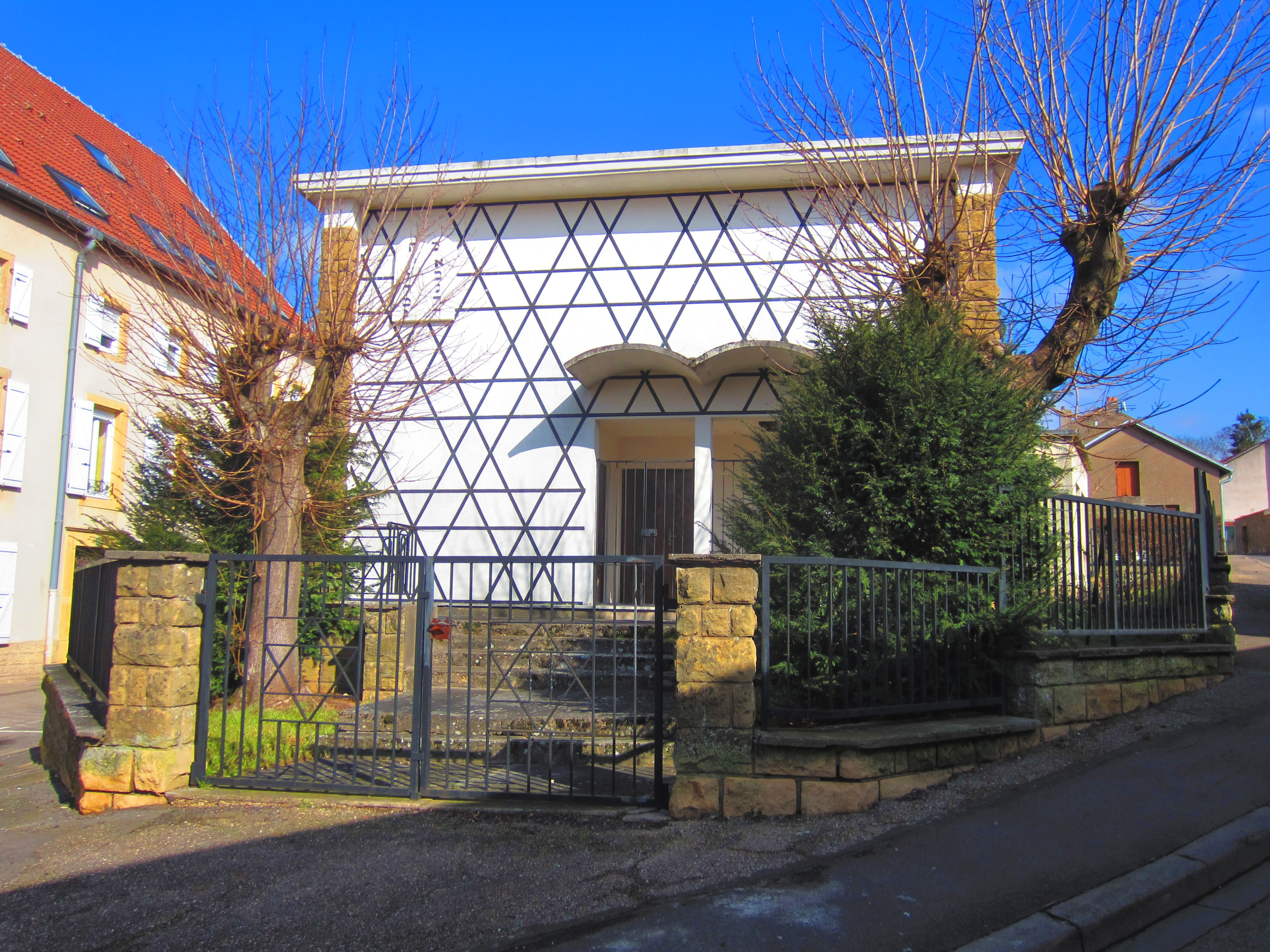
La synagogue.

### Gastronomie
- Boulay possède une spécialité culinaire : les macarons de Boulay.

### Vie culturelle
- École de musique et de danse du pays Boulageois, située dans l’ancien tribunal rue de Sarrelouis, elle comprend trois cents élèves venant de l’ensemble des communes du territoire. L’école est tournée vers son territoire en organisant de nombreux spectacles délocalisés. Les pratiques collectives sont mises à l’honneur avec l’orchestre junior, l’orchestre de cordes, la musique de chambre, les chœurs enfants et adultes. Les cours de danse classique et modern jazz se développent depuis quelques années.

### Héraldique
| Blason de Boulay-Moselle | Blason  | D’or à la bande de gueules chargée de trois alérions d’argent, accompagnée de deux croisettes ancrées aussi de gueules. |
| Blason de Boulay-Moselle | Détails | Blason adopté par la commune en 1898.                                                                                   |

### Enseignement
- Le collège Victor Demange qui regroupe les communes de : Bannay, Bettange, Bionville-sur-Nied, Boulay-Moselle, Brouck, Burtoncourt, Charleville-sous-Bois, Condé-Northen, Coume, Denting, Éblange, Les Étangs, Gomelange, Guinkirchen, Helstroff, Hinckange, Loutremange, Mégange, Momerstroff, Narbéfontaine, Niedervisse, Obervisse, Ottonville, Roupeldange, Valmunster, Varize-Vaudoncourt, Velving et Volmerange-lès-Boulay et comptait 710 élèves à la rentrée 2020[33].
- L’école primaire Léon-Krause compte plus de 300 élèves à la rentrée 2016.

## Personnalités liées à la commune

### Personnalités nées à Boulay
- Joseph Victorin Nevinger (1736-1808), général des armées de la République française, décédé à Phalsbourg.
- François Nicolas Anthoine (1758 à Boulay - 1793 à Metz), homme politique durant la Révolution française, maire de Metz, député du département de la Moselle.
- Charles de Villers (4 novembre 1765, Boulay - 26 février 1815, Göttingen), officier et philosophe français ;
- Beer Léon Fould (5 mars 1767, Boulay - 14 mai 1855, Paris) fondateur d’une banque à Paris. Honoré de Balzac s’est inspiré de sa vie pour créer le personnage du banquier Nucingen[34] ;
- Julius Joseph Neumann (15 mai 1836, Boulay - 30 octobre 1895, Boulay), député protestataire au Reichstag ;
- Nicolas-Adolphe Weber (4 mars 1842, Boulay - 10 octobre 1907, Saint-Mandé), peintre français ;
- Alexis Weber (1862 - ap. 1919), homme politique lorrain, député au Landtag d'Alsace-Lorraine ;
- Lucien Israël (14 juin 1925, Boulay - 18 janvier 1996, Strasbourg), psychiatre et psychanalyste ;
- Marie-Anne Isler-Béguin (née à Boulay en 1956), femme politique française, député européenne ;
- Isabelle Wendling (née à Boulay le 30 janvier 1971), joueuse de handball professionnelle, onze fois championne de France et sacrée championne du monde en 2003, s’est entraînée à Boulay ;
- Julien Boutter (né à Boulay en 1974), joueur de tennis français ;
- Jean-Philippe Caillet (né à Boulay en 1977), footballeur français.

### Personnalités liées à Boulay
- François-Louis Fleck (1824-1881) 100e évêque de Metz, était curé à Boulay ;
- Robert Schuman (1886-1963), un des pères fondateurs de l’Europe, a vécu à Boulay vers 1910 ;
- Julien Schvartz (1925-2014), député de la Moselle, président du conseil général de la Moselle, a été maire de Boulay-Moselle de 1959 à 1995.
- Étienne Dalstein (1834-1900), facteur d'orgues, a vécu à Boulay-Moselle et y est décédé.

## Pour approfondir